# Dwight McNeil
Dwight James Matthew McNeil (ur. 22 listopada 1999 w Rochdale) – angielski piłkarz występujący na pozycji pomocnika w Everton F.C..